# Laonice magnacristata
Laonice magnacristata är en ringmaskart som beskrevs av Maciolek 2000. Laonice magnacristata ingår i släktet Laonice och familjen Spionidae. Inga underarter finns listade i Catalogue of Life.